# حكومة أمين الحافظ
الحكومة اللبنانية السابعة والأربعون بعد الاستقلال، والثالثة بعهد الرئيس سليمان فرنجية، وهي الحكومة الوحيدة التي ترأسها أمين الحافظ. شكلت الحكومة بموجب المرسوم رقم 5513 بتاريخ 25 نيسان / أبريل 1973، ولم تمثل أمام المجلس النيابي لأخذ الثقة، واستقالت بتاريخ 8 تموز / يوليو 1973.

## أعضاء الحكومة
- أمين الحافظ رئيساً لمجلس الوزراء ووزيراً للإعلام ووزيراً للصحة العامة.
- فؤاد نقولا غصن نائباً لرئيس مجلس الوزراء ووزيراً للدفاع الوطني.
- ميشال ساسين وزيراً للإسكان والتعاونيات.
- نجيب علم الدين وزيراً للأشغال العامة والنقل.
- بهيج طبارة وزيراً للاقتصاد والتجارة.
- طوني فرنجية وزيراً للبرق والبريد والهاتف.
- إدمون رزق وزيراً للتربية الوطنية والفنون الجميلة.
- خاتشيك بابكيان وزيراً للخارجية والمغتربين ووزيراً للتصميم العام.
- بشير الأعور وزيراً للداخلية.
- فهمي شاهين وزيراً للزراعة.
- علي الخليل وزيراً للسياحة.
- زكريا النصولي وزيراً للصناعة والنفط.
- كاظم الخليل وزيراً للعدل.
- إميل روحانا صقر وزيراً للعمل والشئون الاجتماعية.
- فؤاد نفاع وزيراً للمالية.
- جوزيف سكاف وزيراً للموارد المائية والكهربائية.

## وصلات خارجية
- موقع رئاسة مجلس الوزراء الرسمي